# Volleyboll vid olympiska sommarspelen 2020

Ariake Arena

Volleyboll vid olympiska sommarspelen 2020 spelades mellan 24 juli och 8 augusti 2021. Tävlingarna bestod av en dam- och en herrturnering inomhus i Ariake Arena med 12 lag vardera samt en dam- och en herrturnering i beachvolleyboll i Shiokaze Park med 24 lag i respektive turnering.
Volleybollturneringarna skulle ursprungligen ha hållits mellan 25 juli och 9 augusti 2020 men de blev på grund av Covid-19-pandemin uppskjutna.

## Kvalificering

### Volleyboll
Varje nationell olympisk kommitté fick ställa upp med ett damlandslag och ett herrlandslag under förutsättning att lagen kvalificerat sig. Japans båda landslag blev automatiskt kvalificerade i egenskap av värdnation.

#### Damer
| Turnering                    | Turnering                    | Datum              | Spelplats               | Platser | Kvalificerade           |
| ---------------------------- | ---------------------------- | ------------------ | ----------------------- | ------- | ----------------------- |
| Värdnation                   | Värdnation                   | 7 september 2013   | i.u.                    | 1       | Japan                   |
| Internationell kvalturnering | Grupp A                      | 1–4 augusti 2019   | Polen                   | 1       | Serbien                 |
| Internationell kvalturnering | Grupp B                      | 1–4 augusti 2019   | Kina                    | 1       | Kina                    |
| Internationell kvalturnering | Grupp C                      | 1–4 augusti 2019   | USA                     | 1       | USA                     |
| Internationell kvalturnering | Grupp D                      | 1–4 augusti 2019   | Brasilien               | 1       | Brasilien               |
| Internationell kvalturnering | Grupp E                      | 1–4 augusti 2019   | Ryssland                | 1       | Ryssland                |
| Internationell kvalturnering | Grupp F                      | 1–4 augusti 2019   | Italien                 | 1       | Italien                 |
| Afrikansk kvalturnering      | Afrikansk kvalturnering      | 5–9 januari 2020   | Kamerun                 | 1       | Kenya                   |
| Sydamerikansk kvalturnering  | Sydamerikansk kvalturnering  | 7–9 januari 2020   | Colombia                | 1       | Argentina               |
| Asiatisk kvalturnering       | Asiatisk kvalturnering       | 7–12 januari 2020  | Thailand                | 1       | Sydkorea                |
| Europeisk kvalturnering      | Europeisk kvalturnering      | 7–12 januari 2020  | Nederländerna           | 1       | Turkiet                 |
| Nordamerikansk kvalturnering | Nordamerikansk kvalturnering | 10–12 januari 2020 | Dominikanska republiken | 1       | Dominikanska republiken |
| Totalt                       | Totalt                       |                    |                         | 12      |                         |

#### Herrar
| Turnering                    | Turnering                    | Datum              | Spelplats     | Platser | Kvalificerade |
| ---------------------------- | ---------------------------- | ------------------ | ------------- | ------- | ------------- |
| Värdnation                   | Värdnation                   | 7 september 2013   | i.u.          | 1       | Japan         |
| Internationell kvalturnering | Grupp A                      | 1–4 augusti 2019   | Bulgarien     | 1       | Brasilien     |
| Internationell kvalturnering | Grupp B                      | 1–4 augusti 2019   | Nederländerna | 1       | USA           |
| Internationell kvalturnering | Grupp C                      | 1–4 augusti 2019   | Italien       | 1       | Italien       |
| Internationell kvalturnering | Grupp D                      | 1–4 augusti 2019   | Polen         | 1       | Polen         |
| Internationell kvalturnering | Grupp E                      | 1–4 augusti 2019   | Ryssland      | 1       | Ryssland      |
| Internationell kvalturnering | Grupp F                      | 1–4 augusti 2019   | Kina          | 1       | Argentina     |
| Europeisk kvalturnering      | Europeisk kvalturnering      | 5–10 januari 2020  | Tyskland      | 1       | Frankrike     |
| Afrikansk kvalturnering      | Afrikansk kvalturnering      | 7–11 januari 2020  | Egypten       | 1       | Tunisien      |
| Asiatisk kvalturnering       | Asiatisk kvalturnering       | 7–12 januari 2020  | Kina          | 1       | Iran          |
| Sydamerikansk kvalturnering  | Sydamerikansk kvalturnering  | 10–12 januari 2020 | Chile         | 1       | Venezuela     |
| Nordamerikansk kvalturnering | Nordamerikansk kvalturnering | 10–12 januari 2020 | Kanada        | 1       | Kanada        |
| Totalt                       | Totalt                       |                    |               | 12      |               |

### Beachvolleyboll
Varje nationell olympisk kommitté fick ställa upp med två damlag och två herrlag under förutsättning att lagen kvalificerat sig. Japan fick i egenskap av värdnation ett damlag och ett herrlag automatiskt kvalificerat.
| Turnering                  | Datum                | Spelplats        | Platser | Kvalificerade | Kvalificerade |
| Turnering                  | Datum                | Spelplats        | Platser | Damer         | Herrar        |
| -------------------------- | -------------------- | ---------------- | ------- | ------------- | ------------- |
| Värdnation                 | 7 september 2013     | i.u.             | 2       | Japan         | Japan         |
| Världsmästerskapen 2019    | 28 juni–7 juli 2019  | Tyskland         | 2       | Kanada        | ROC           |
| Internationell kvaltävling | 18–22 september 2019 | Kina             | 4       | Lettland      | Italien       |
| Internationell kvaltävling | 18–22 september 2019 | Kina             | 4       | Spanien       | Lettland      |
| FIVB:s olympiaranking      | 14 juni 2021         | i.u.             | 30      | USA           | Norge         |
| FIVB:s olympiaranking      | 14 juni 2021         | i.u.             | 30      | Brasilien     | Qatar         |
| FIVB:s olympiaranking      | 14 juni 2021         | i.u.             | 30      | Brasilien     | Brasilien     |
| FIVB:s olympiaranking      | 14 juni 2021         | i.u.             | 30      | Australien    | Polen         |
| FIVB:s olympiaranking      | 14 juni 2021         | i.u.             | 30      | USA           | Nederländerna |
| FIVB:s olympiaranking      | 14 juni 2021         | i.u.             | 30      | Schweiz       | Brasilien     |
| FIVB:s olympiaranking      | 14 juni 2021         | i.u.             | 30      | ROC           | Tyskland      |
| FIVB:s olympiaranking      | 14 juni 2021         | i.u.             | 30      | Kanada        | ROC           |
| FIVB:s olympiaranking      | 14 juni 2021         | i.u.             | 30      | Schweiz       | Tjeckien      |
| FIVB:s olympiaranking      | 14 juni 2021         | i.u.             | 30      | Nederländerna | USA           |
| FIVB:s olympiaranking      | 14 juni 2021         | i.u.             | 30      | Kina          | USA           |
| FIVB:s olympiaranking      | 14 juni 2021         | i.u.             | 30      | Tjeckien      | Spanien       |
| FIVB:s olympiaranking      | 14 juni 2021         | i.u.             | 30      | Tyskland      | Polen         |
| FIVB:s olympiaranking      | 14 juni 2021         | i.u.             | 30      | Tyskland      | Italien       |
| FIVB:s olympiaranking      | 14 juni 2021         | i.u.             | 30      | Italien       | Chile         |
| Kontinentalcup CEV         | 23–26 juni 2021      | Nederländerna    | 2       | Nederländerna | Schweiz       |
| Kontinentalcup AVC         | 25–27 juni 2021      | Thailand         | 2       | Kina          | Australien    |
| Kontinentalcup CSV         | 26–27 juni 2021      | Argentina/ Chile | 2       | Argentina     | Argentina     |
| Kontinentalcup CAVB        | 21–28 juni 2021      | Marocko          | 2       | Kenya         | Marocko       |
| Kontinentalcup NORCECA     | 23–28 juni 2021      | Mexiko           | 2       | Kuba          | Mexiko        |
| Totalt                     |                      |                  | 48      |               |               |

## Medaljsammanfattning
| Beachvolleyboll                 | Guld                       | Silver                                   | Brons                            |
| Damernas turnering Detaljer...  | USA                        | Australien                               | Schweiz                          |
| Damernas turnering Detaljer...  | April Ross Alix Klineman   | Taliqua Clancy Mariafe Artacho del Solar | Joana Heidrich Anouk Vergé-Dépré |
| Herrarnas turnering Detaljer... | Norge                      | ROC                                      | Qatar                            |
| Herrarnas turnering Detaljer... | Anders Mol Christian Sørum | Vjatjeslav Krasilnikov Oleg Stojanovskij | Cherif Younousse Ahmed Tijan     |

| Volleyboll                      | Guld | Silver | Brons |
| Damernas turnering Detaljer...  | USA | Brasilien | Serbien |
| Damernas turnering Detaljer...  | Foluke Akinradewo Michelle Bartsch-Hackley Andrea Drews Micha Hancock Kimberly Hill Jordan Larson Chiaka Ogbogu Jordyn Poulter Kelsey Robinson Jordan Thompson Haleigh Washington Justine Wong-Orantes | Camila Brait Tandara Caixeta Macris Carneiro Ana Beatriz Corrêa Ana Carolina da Silva Ana Cristina de Souza Fernanda Garay Carol Gattaz Gabriela Guimarães Rosamaria Montibeller Natália Pereira Roberta Ratzke | Bianka Buša Mina Popović Slađana Mirković Brankica Mihajlović Maja Ognjenović Ana Bjelica Maja Aleksić Milena Rašić Silvija Popović Tijana Bošković Bojana Milenković Jelena Blagojević |
| Herrarnas turnering Detaljer... | Frankrike | ROC | Argentina |
| Herrarnas turnering Detaljer... | Stephen Boyer Antoine Brizard Daryl Bultor Barthélémy Chinenyeze Trévor Clévenot Jenia Grebennikov Nicolas Le Goff Yacine Louati Earvin N'Gapeth Jean Patry Kevin Tillie Benjamin Toniutti             | Denis Bogdan Valentin Golubjev Ivan Jakovlev Jegor Kljuka Igor Kobzar Iljas Kurkajev Maksim Michajlov Pavel Pankov Viktor Poletajev Jaroslav Podlesnych Dmitrij Volkov Artiom Volvitj                           | Facundo Conte Santiago Danani Luciano De Cecco Agustín Loser Bruno Lima Nicolás Méndez Ezequiel Palacios Federico Pereyra Cristian Poglajen Martín Ramos Matías Sánchez Sebastián Solé  |

Denna tabell: visa • redigera

## Medaljtabell
| Pl.    | Nation     | Guld | Silver | Brons | Totalt |
| ------ | ---------- | ---- | ------ | ----- | ------ |
| 1      | USA        | 2    | 0      | 0     | 2      |
| 2      | Frankrike  | 1    | 0      | 0     | 1      |
| 2      | Norge      | 1    | 0      | 0     | 1      |
| 4      | ROC        | 0    | 2      | 0     | 2      |
| 5      | Australien | 0    | 1      | 0     | 1      |
| 5      | Brasilien  | 0    | 1      | 0     | 1      |
| 7      | Argentina  | 0    | 0      | 1     | 1      |
| 7      | Qatar      | 0    | 0      | 1     | 1      |
| 7      | Schweiz    | 0    | 0      | 1     | 1      |
| 7      | Serbien    | 0    | 0      | 1     | 1      |
| Totalt | Totalt     | 4    | 4      | 4     | 12     |